# دان ويلسون
دان ويلسون (بالإنجليزية: Dan Wilson) هو لاعب كرة قاعدة أمريكي، ولد في 25 مارس 1969 في بارينغتون في الولايات المتحدة.

## وصلات خارجية
- دان ويلسون على موقعبيزبول رفرنس.كوم (الدوري الرئيسي) (الإنجليزية)
- دان ويلسون على موقعبيزبول رفرنس.كوم (الدوري الثانوي) (الإنجليزية)
- دان ويلسون على موقع إي إس بي إن.كوم (أم.أل.بي) (الإنجليزية)
- دان ويلسون على موقع مشجعي الرسوم البيانية (الإنجليزية)